# Distretto di Changzhou
Il distretto di Changzhou (长洲区S, Chǎngzhōu QūP) è un distretto della Cina, situato nella regione autonoma di Guangxi e amministrato dalla prefettura di Wuzhou.